# کاترین مک‌گوار
 کاترین مک‌گوار (انگلیسی: Kathryn McGuire؛ ‏ ۶ دسامبر ۱۹۰۳ – ۱۰ اکتبر ۱۹۷۸) بازیگر اهل ایالات متحده آمریکا بود. 
از فیلم‌های او می‌توان به بانگ خاموش، مالی ئو، نویگی‌تر، سالومه در برابر شنندوا، شیخ اعرابی، چهارراه‌های نیویورک و پائین مزرعه اشاره کرد.